# Хуана де Ібарбуру
Хуана Фернандес Моралес де Ібарбуру, також відома як Хуана де Америка (ісп. Juana de Ibarbourou; 8 березня 1892 — 15 липня 1979) — уругвайська поетеса. Була номінована на Нобелівську премію з літератури чотири рази. Зображена на купюрі номіналом в 1000 уругвайських песо.
Була членкинею Уругвайської Національної академії літератури з моменту її створення в 1947 році. У 1950 році Ібарбуру очолила Уругвайське суспільство письменників, а в 1959 році поетеса стала першою лауреаткою Національної великої премії з літератури.

## Життєпис

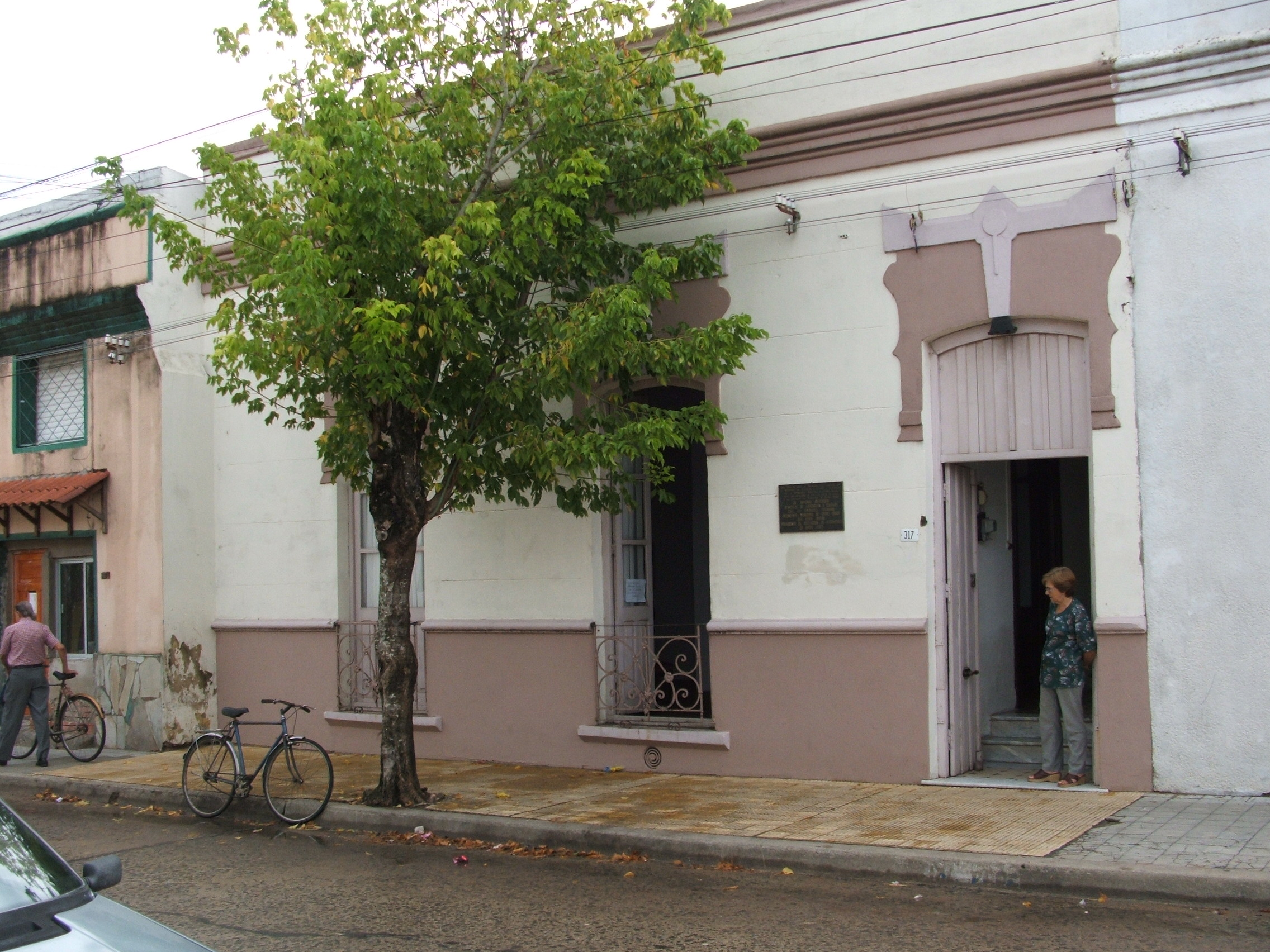
Місце народження Хуани

Народилася Хуана Фернандес Моралес 8 березня 1892 року в Мело, Серро Ларго, Уругвай. Датою народження часто вважають 8 березня 1895 року, але згідно з місцевим державним цивільним реєстром, підписаним двома свідками, вона народилася у 1892 році. Хуана розпочала навчання в школі Хосе Педро Варела в 1899 році, наступного року перейшла у релігійну школу, а потім змінила ще два навчальних заклада. У 1909 році, в 17 років, вона опублікувала прозовий твір під назвою «Derechos femeninos» (права жінок), розпочавши кар'єру видатної феміністки.
Одружилася з капітаном Лукасом Ібарбуру Трілло (1879—1942) на цивільній церемонії 28 червня 1913 року і народила дитину, на ім'я Хуліо Сесар Ібарбуру Фернандес (1914—1988). У 1918 році Хуана переїхала до Монтевідео з родиною.
Хуана де Ібарбуру померла 15 липня 1979 року в Монтевідео, Уругвай.

## Поезія та філософія
Хуана де Ібарбуру була феміністкою, натуралісткою та пантеїсткою.

### Фемінізм
Хуана де Ібарбуру була ранньою латиноамериканською феміністкою. Фемінізм Ібарбуру помітний у таких віршах, як "La Higuera", де вона описує фігове дерево як більш красиве, ніж прямі та квітучі дерева навколо нього, та "Como La Primavera", де вона стверджує, що автентичність є більш привабливою, ніж будь-які парфуми. Також у "La Cita" Ібарбуру оспівує своє оголене тіло, позбавлене традиційних прикрас, порівнюючи свої природні риси з різними матеріальними аксесуарами і роблячи вибір на користь свого неприкрашеного тіла. 

### Спільні теми
Образи природи та еротика визначають велику частину поезії Ібарбуру.

### Смерть
Зображення смерті в поезії Ібарбуру не було послідовним у всій її творчості. У "La Inquietud Fugaz" Ібарбуру зобразила бінарну, остаточну смерть, що відповідає західній традиції. Однак у "Vida-Garfio" та "Carne Inmortal" Ібарбуру описує, як її мертве тіло дає початок рослинному життю, що дозволяє їй жити далі.
В "Rebelde", одному з найбільш багатогранних віршів Ібарбуру, Ібарбуру детально описує протистояння між нею та Хароном, поромником на річці Стікс. В оточенні плачучих душ під час переправи до підземного царства Ібарбуру демонстративно відмовляється нарікати на свою долю, поводячись весело, як горобець. 
Хоча Ібарбуру не уникає своєї долі, вона здобуває моральну перемогу над силами смерті. 
Як і більшість поетів, Ібарбуру плекала сильний страх смерті. Хоча про це легко здогадатися з її поезії, вона прямо заявляє про це в першому рядку "Carne Inmortal".

## Опубліковані твори
- Lenguas de diamante (1919)
- Raiz salvaje (1920)
- La rosa de los vientos (1930)
- Oro y tormenta (1956), біблійні теми зображають її захоплення стражданням та смертю.
- Чико Карло (1944) містить її спогади.
- Obras Completas (3-е видання, 1968).

## В літературі
Уругвайський письменник і журналіст Дієго Фішер написав книгу «На зустріч Трьом Маріям» (іспанською) за мотивами життя і творчості Хуани де Ібарбуру. Вона була опублікована у 2008 році та перевидається вже 31-й раз.